# NGC 4114
NGC 4114 est une galaxie spirale intermédiaire située dans la constellation du Corbeau. NGC 4114 a été découverte par l'astronome germano-britannique William Herschel en 1786.

## Caractéristiques
La classe de luminosité de NGC 4114 est I et elle présente une large raie HI.

### Distance
Sa vitesse par rapport au fond diffus cosmologique est de 4 454 ± 39 km/s, ce qui correspond à une distance de Hubble de 65,7 ± 4,6 Mpc (∼214 millions d'al).
À ce jour, quatre mesures non basées sur le décalage vers le rouge (redshift) donnent une distance de 62,850 ± 3,104 Mpc (∼205 millions d'al), ce qui est à l'intérieur des valeurs de la distance de Hubble.

### Classification
Les avis diffèrent sur la classification de NGC 4114, spirale barrée selon le professeur Seligman et par Wolfgang Steinicke, intermédiaire selon la base de données HyperLeda et spirale ordinaire selon la base de données NASA/IPAC. Il n'y a pas de barre nettement visible au centre de la galaxie sur l'image obtenue des données du relevé Pan-STARRS. La classification de spirale intermédiaire semble mieux s'appliquer à cette galaxie, mais elle pourrait aussi être qualifiée de spirale ordinaire.